# Petar Škuletić
Petar Škuletić (en alfabeto cirílico serbio: Петар Шкулетић) (Danilovgrad, Montenegro, 29 de junio de 1990) es un exfutbolista serbio que jugaba de delantero.

## Trayectoria

### Montpellier
El 13 de junio de 2018 fichó por el Montpellier H. S. C. francés.

### Sivasspor
El 31 de enero de 2020 el Sivasspor turco logró su cesión hasta final de temporada.

## Selección nacional
Aunque nació en Montenegro, ha representado a Serbia en las categorías sub-17 y sub-19.
Debutó con la selección de Serbia el 29 de marzo de 2015 en la derrota de visita por 1-2 ante Portugal.

## Estadísticas

### Clubes
Actualizado al último partido disputado el 22 de diciembre de 2018.
| Club                        | País       | Año       | Part. | Goles |
| --------------------------- | ---------- | --------- | ----- | ----- |
| F. K. Teleoptik             | Serbia     | 2007-2009 | 32    | 7     |
| LASK Linz                   | Austria    | 2009-2011 | 17    | 1     |
| F. K. Zeta (cesión)         | Montenegro | 2011      | 18    | 3     |
| F. K. Vojvodina             | Serbia     | 2011-2014 | 33    | 5     |
| F. K. Radnički Niš (cesión) | Serbia     | 2013      | 12    | 3     |
| Partizán de Belgrado        | Serbia     | 2014-2015 | 40    | 28    |
| F. C. Lokomotiv Moscú       | Rusia      | 2015-2017 | 47    | 12    |
| Gençlerbirliği S. K.        | Turquía    | 2017-2018 | 31    | 11    |
| Montpellier H. S. C.        | Francia    | 2018-2021 | 13    | 1     |
| Sivasspor (cesión)          | Turquía    | 2020      |       |       |
| Sabah F. K.                 | Azerbaiyán | 2021      |       |       |
| F. K. TSC Bačka Topola      | Serbia     | 2022      |       |       |

### Selección nacional
| Selección       | Temporada     | Encuentros | Encuentros |
| Selección       | Temporada     | Part.      | Goles      |
| --------------- | ------------- | ---------- | ---------- |
| Sub-17 Serbia   | 2015-         | 3          | 0          |
| Sub-17 Serbia   | Total         | 3          | 0          |
| Sub-19 Serbia   | 2015-16       | 6          | 2          |
| Sub-19 Serbia   | Total         | 6          | 2          |
| Absoluta Serbia | 2016-         | 6          | 0          |
| Absoluta Serbia | Total         | 6          | 0          |
| Total carrera   | Total carrera | 23         | 0          |

## Palmarés

### Títulos nacionales
| Título        | Club                  | País  | Año     |
| ------------- | --------------------- | ----- | ------- |
| Copa de Rusia | F. C. Lokomotiv Moscú | Rusia | 2014-15 |
| Copa de Rusia | F. C. Lokomotiv Moscú | Rusia | 2016-17 |